# برج پژوهشی محمد رسول‌الله
برج پژوهشی محمد رسول‌الله برجی پژوهشی وابسته به دانشگاه علوم پزشکی شیراز در شیراز می‌باشد. این ساختمان ۱۰ طبقه محل استقرار ۴ پژوهشکده، ۲۵ مرکز تحقیقاتی، آزمایشگاه مرکزی دانشگاه، مرکز ثبت سرطان و مرکز جامع سلول‌های بنیادی و پزشکی بازساختی است. این برج تنها برج پژوهشی کشور به‌شمار می‌رود.

## پیشینه
عملیات ساخت برج پژوهشی محمد رسول‌الله از سال ۱۳۸۴ با مساحتی در حدود ۴۷۰۰ مترمربع آغاز شد. فضای برج در آغاز برای ۵ مرکز تحقیقاتی پیش‌بینی‌شده بود که در سال‌های بعد، به دلیل افزایش کمی و کیفی مراکز تحقیقاتی، به مساحتی در حدود ۷۰۰۰ متر مربع افزایش یافت. این برج با هدف تجمیع مراکز تحقیقاتی و آزمایشگاه‌های مربوط به آن‌ها، تعامل مراکز و استفاده از فضا و تجهیزات مشترک ساخته شده‌است. عملیات ساخت برج در سال ۱۳۹۲ به پایان رسید.
این برج شاخه اول برج دوقلوی پژوهشی است. عملیات ساخت برج دوم پژوهشی در کنار برج اول سرمایه‌گذاری ۱۰ میلیارد تومان در زمینی به مساحت ۴۵۰ متر مربع در ۱۰ تا ۱۵ طبقه در سال ۱۳۹۷ آغاز شد.

## مراکز مستقر
برج پژوهشی محمد رسول‌الله میزبان پژوهشکده سلول‌های بنیادی، پژوهشکده علوم داخلی، پژوهشکده سلامت، پژوهشکده تروما، مرکز جامع سلول‌های بنیادی و پزشکی بازساختی، اتاق تمیز و همچنین دفتر همکاری‌های دانشجویی دانشگاه شیراز و دانشگاه علوم پزشکی شیراز است. مراکز تحقیقاتی زیر نیز در این برج مستقر هستند:
- مرکز تحقیقات بیماری‌های غیرواگیر
- مرکز تحقیقات ثبت سرطان
- مرکز تحقیقات نوزادان
- مرکز تحقیقات نانوتکنولوژی
- مرکز تحقیقات ناباروری
- مرکز تحقیقات ترانس ژنیک
- مرکز تحقیقات قلب و عروق
- مرکز تحقیقات میکروب‌شناسی
- مرکز تحقیقات بیهوشی و مراقبت‌های ویژه
- مرکز تحقیقات غدد و متابولیسم
- مرکز تحقیقات آلرژی
- مرکز تحقیقات هماتولوژی
- مرکز تحقیقات کلیوی
- مرکز تحقیقات پیوند و ترمیم اعضا
- مرکز تحقیقات تغذیه
- مرکز تحقیقات تصویربرداری پزشکی
- مرکز تحقیقات علوم اعصاب
- مرکز تحقیقات مادر و جنین
- مرکز تحقیقات گوارش و کبد
- مرکز تحقیقات کولورکتال
- مرکز تحقیقات قرآن، حدیث و طب
- مرکز تحقیقات سالمندی
- مرکز تحقیقات نورولوژی